# Plan subjectif
Pour les articles homonymes, voir Vue subjective.
Au cinéma ou à la télévision, un plan subjectif est un plan qui remplace et traduit le regard d’un personnage, qui montre ce qu’il voit. Le spectateur, par la grâce de la prise de vues appelée caméra subjective, emprunte ainsi le regard du personnage et s’identifie provisoirement à lui.
Le terme peut s'appliquer à d'autres formes de représentation graphique comme la bande dessinée ou encore le jeu vidéo, où l'on parle plutôt de vue à la première personne.

## Histoire
On serait tenté d’affirmer que les « tableaux » des premiers films réalisés par Georges Méliès, ainsi qu’il appelait ses différentes prises de vues, sont les premiers plans subjectifs du cinéma. En effet, pour Méliès, la caméra est assimilée à des regards humains, ceux des spectateurs. Il était sur ce point fidèle à la seule esthétique dont il se recommandait : la vision d’une scène de théâtre (de music-hall) par son public. En toute logique, parfois un rideau se levait devant la caméra, les personnages en représentation (Méliès lui-même et ses comparses) saluaient la caméra à leur entrée de champ, et saluaient de même après leur prestation, avant une fermeture de rideau. La différence avec un véritable plan subjectif, est évidemment que le public n’est pas un personnage du récit. Souvent complice de la scène vivante, le public de cinéma ne peut l’être à la vision d’un film, puisque le rapport comédiens/public est cassé par un long processus technique et n’existe donc pas. 
La reconstitution de la scène avec les clins d’œils adressés au public fait partie d’une technique de direction d’acteurs que l’on appelle « regard caméra », et qui est encore employée dans le cinéma contemporain, aussi bien dans la comédie (celles d’un Jim Abrahams) que dans la tragédie (le regard de fin de Patricia-Jean Seberg dans À bout de souffle). Mais le regard caméra ne fait pas du plan un plan subjectif. En revanche, dans Shining, la vision la plus horrible de Danny, le jeune fils de Jack Nicholson, le montre qui « fixe des yeux l’objectif, donc le spectateur, dévisagé par le fantôme des deux fillettes assassinées qui, elles aussi, plongent leur regard dans l’objectif, donc dans notre propre regard de spectateur. » Il s’agit là, non pas de regards caméra mais de vrais plans subjectifs (vus respectivement par le gamin et les fantômes des fillettes) dont le but est de terrifier le spectateur en le forçant à adopter le regard du jeune médium et des deux zombies.
Les premiers plans subjectifs, en tant qu’expression originale du cinéma, sont la création des cinéastes britanniques de l’École de Brighton, et plus particulièrement de George Albert Smith. Dès 1900, avec Ce qu'on voit dans un télescope, le cinéaste introduit un gros plan dans le déroulement traditionnel de l’action en plan moyen (personnages vus en pied) ou en plan de demi-ensemble (personnages en pied et partie de décor). Dans ce film, un voyeur épie son entourage avec une lunette d’approche et se focalise sur une cycliste qu’un jeune homme aide à installer ses pieds sur le pédalier, en profitant pour lui caresser le mollet. Aussi contient-il en son milieu un gros plan de la caresse, entouré d’un cache circulaire noir, censé représenter ce que voit l’indiscret à travers son télescope, donc un plan subjectif. C’est la première fois aussi qu’un plan est intercalé à l’intérieur d’un autre. « Cette alternance du gros plan et des plans généraux dans une même scène est le principe du découpage. Par là, Smith crée le premier véritable montage. »
Toujours sur le principe du « vu à travers », George Albert Smith tourne un film fondamental pour le langage du cinéma : La Loupe de grand-maman, qui comprend, pour une durée de 57 secondes, pas moins de dix plans montés, ce qui ne s’était jamais fait à cette époque. Le sujet est très futile, comme le sont la majorité des sujets de film à l’époque : on voit une grand-mère, penchée sur un travail de broderie, avec à ses côtés son petit-fils qui se sert de la loupe de son aïeule pour observer les objets qui l’entourent, journal, montre, oiseau dans sa cage, chaton dans son panier, et même l’œil de son aïeule qui riboule comiquement. Le film est charpenté par un plan américain (cadré à mi-cuisses), montrant côte à côte le garçon et sa grand-mère. Ce plan est interrompu quatre fois (le premier gros plan ouvre le film) pour laisser place à autant de gros plans subjectifs, qui représentent ce que voit l’enfant à l’aide de la loupe.
Les découvertes de George Albert Smith ne passent pas inaperçues dans le petit monde du cinéma à la charnière du XIXe siècle et du XXe siècle. 
En France, le réalisateur Ferdinand Zecca comprend le principe logique de l’illustration du voyeurisme. Cette fois, en 1901, c’est un valet d’hôtel indélicat qui épie ses clients Par le trou de la serrure, avec une découpe à la forme adéquate. Une belle à sa toilette, un couple qui sable le champagne en prémisses d’autres plaisirs, un travesti vieillissant, à chaque fois, en regard caméra, le valet réagit au spectacle et communique au public son admiration, son envie et enfin son désappointement.
Aux États-Unis, il faut attendre 1903 pour que l’influence de l’École de Brighton se fasse sentir. Ainsi, l’American Mutoscope & Biograph Company produit A Search for Evidence (À la recherche d’une preuve) qui met en vedette une scène où la femme trompée, accompagnée d’un détective, recherche des preuves de la duplicité du mari et observe, là aussi par le trou de la serrure, le tête-à-tête amoureux de la maîtresse et de son amant.
En 1903, dans The Gay Shoe Clerk (L'Entreprenant Vendeur de chaussures), le réalisateur vedette de l’Edison Manufacturing Company, Edwin S. Porter, très attentif aux films anglais, comprend qu’il peut se passer du « vu à travers » et inclut dans un plan large montrant les clientes d’un marchand de chaussures, directement un gros plan (« vu par le personnage ») de la main du vendeur qui caresse le joli mollet de la jeune fille essayant des chaussures, accompagnée par sa mère qui la chaperonne bien mal et ne s’aperçoit de rien
En 1904, la Biograph produit un film à l’habile scénario, The Story the Biograph Told (Vu au cinéma). Le patron d’une société de production de films est très familier avec sa secrétaire qui le lui rend bien. Le jeune coursier de la société s’amuse à les observer et a l’idée de tourner la manivelle d’une caméra placée de l’autre côté du bureau, au moment où le patron et son employée s’embrassent. Plus tard, l’épouse du directeur se rend au cinéma pour voir les films de son mari et découvre avec stupeur le spectacle du baiser filmé par le gamin. Se fâche-t-elle ? Oui, elle déboule dans le bureau de la société, renvoie la secrétaire et engage… un jeune homme. Le plan du baiser filmé est un plan subjectif, puisque c’est ce que découvre par hasard le coursier, et qu’il immortalise grâce au cinéma.

## Technique et manipulation
« Quand on épie, on ne voit que ce qu’il est possible de voir. Ainsi, le plan subjectif utilise souvent la découpe d’une loupe, celle d’une longue-vue, une serrure, l’entrebâillement d’une porte, une fenêtre et ses rideaux, un angle de mur, ou la présence d’autres personnages qui s’interposent entre celui qui regarde et celui qui est regardé… les possibilités sont nombreuses. » Un tronc d’arbre, des branchages, un pare-brise de voiture, sont employés couramment pour signaler que le plan ainsi filmé est un plan qui emprunte le regard d’une tierce personne, voyeur bien ou mal intentionné, prédateur criminel ou limier licite, de toute façon un personnage qui ne tient pas à être remarqué. 
Un plan subjectif peut se révéler terrifiant pour le spectateur car il est capable de lui imposer de partager le regard d’un personnage malfaisant, un contact tout particulièrement désagréable quand ce personnage prend pour cible le héros du film auquel s’identifie le public. Marie-France Briselance et Jean-Claude Morin vont même jusqu’à affirmer que le plan subjectif est « un viol par le regard. »
Il est important et même fondamental, selon ces auteurs, que le personnage dont on révèle le regard, soit à un moment ou à un autre vu par le spectateur. Quand il s’agit du personnage principal, mis en position de surveillance dans le récit, la présence des autres plans indique sans ambiguïté que c’est lui qui est en train d’épier, et l’identification au personnage principal est d’autant plus forte. En 1947, l’acteur américain Robert Montgomery tente de construire un film, La Dame du lac, en plans subjectifs à 90 %. Chaque épisode de l’enquête est vu par les yeux du célèbre détective Philipp Marlow, créé par le romancier Raymond Chandler. « Le rituel est toujours le même, quand Marlow entre dans un lieu, la caméra entre à sa place en travelling avant. Quand Marlow tourne la tête pour saluer ou suivre du regard un autre personnage, la caméra fait un panoramique aller et retour, quand il s’assied, elle exécute une légère flexion verticale, un mouvement de grue sur une “dolly”. Quand il discute avec le témoin qui regarde droit dans l’objectif et fixe les spectateurs, on entend sa voix en off. Quand il veut fumer, son hôte tend à la caméra un allume-cigare, et des volutes de fumée sortent en bas du cadrage. Quand il reçoit un coup de poing, la caméra bascule, et quand il se déplace, elle se met au volant de sa voiture. » Le scénariste Steve Fisher a compris que le récit en pure caméra subjective se heurterait à d’impossibles explications et chaque épisode est donc lancé, à la manière d’un présentateur de programme télévisé, par Robert Montgomery lui-même, censé incarner Philipp Marlow, qui s’adresse directement à la caméra (regard-caméra) pour évoquer une partie de l’enquête, dont la séquence suivante, en caméra subjective, est le récit en flashback.
Malheureusement, cette présentation de Philipp Marlow sous forme de regard-caméra, a du mal à authentifier les plans subjectifs, comme étant vus par le détective. Ces plans auraient pu être interrompus par des plans montrant Robert Montgomery en action, et cette reconnaissance aurait permis d’identifier la caméra subjective au regard de Philipp Marlow, un rôle que ne remplit pas celui du présentateur impavide nous fixant du regard. Les deux procédés agissent en toute apparence comme deux procédés antithétiques, se détruisant l’un l’autre. Les errances de la caméra subjective ne nous apportent pas la qualité du regard fouineur de Philipp Marlow, mais l’aspect d’un déplacement lourd (la caméra sur sa dolly) qui accumule le temps sans analyser l’espace, le comble de l’inefficacité pour un détective ! 
En 1997, La Femme défendue de Philippe Harel reprend le même principe.

## Cinéma contemporain
Il est rare qu’un plan subjectif soit le « vu par » d’un objet, mais cette démarche est possible, à condition de prendre des précautions supplémentaires pour sa construction. « Dans Christine, le film réalisé par John Carpenter en 1983 d’après Stephen King, une voiture abandonnée, toute cabossée et déglinguée, tombe amoureuse du jeune homme qui la remet en état. Elle devient jalouse et possessive au point de vouloir tuer sa rivale, une jeune fille trop jolie et trop humaine. » Quand Christine est prise du désir de tuer, le moteur démarre et gronde alors que l’habitacle est vide, et les phares s’allument car la voiture meurtrière se réveille dans la nuit pour commettre ses forfaits. Moteur et phares sont vus de l’extérieur, les plans subjectifs surviennent plus tard, authentifiés par les plans extérieurs comme étant la preuve que Christine est vivante, animée de sentiments humains – amour et jalousie – et d’une volonté propre à elle, une créature satanique. 
Un plan subjectif, « vu par » un objet, sert de fond de générique au film Lord of War, réalisé par Andrew Niccol. « Notre regard devient celui d’une balle à tous les postes de sa fabrication, de l’emboutissage au sertissage et à la mise en caisse. Lorsqu’un ouvrier, responsable du contrôle de qualité, vérifie si la balle est bonne, il prend le cadre de la caméra entre ses doigts et nous regarde droit dans les yeux puis nous rejette dans la chaîne. » Pour nous « identifier » à la balle, ce qui peut paraître une mission impossible, le réalisateur a pris la précaution de toujours montrer la balle elle-même, vue de l’arrière, comme si elle était notre nez, une sorte de nez de Pinocchio. Et l’effet, intrigant et inquiétant, nous entraîne en Afrique où, dans l’arme d’un mercenaire, nous sommes « tirés » et notre regard, projeté en avant à grande vitesse, est responsable de la mort d’un jeune Noir. Une façon de nous rebeller dès le début du film contre le trafic des armes, défendu par un pourtant bien sympathique vendeur, incarné par Nicolas Cage.
En 1960, le film britannique Le Voyeur, réalisé par Michael Powell, rencontre de multiples difficultés lors de sa  sortie car il raconte la tragique destinée d’un cadreur tueur en série, qui filme ses assassinats avec un appareil 16 mm dont l’extrémité d’une branche de son trépied est armée d’un stylet acéré qui lui permet d’égorger ses victimes en enregistrant l’image de leur agonie. Démasqué, il filme son suicide. « À l’époque, le film avait provoqué une polémique s’appuyant sur le fait qu’il existe un marché clandestin de films représentant de véritables meurtres. » L’identification possible avec le meurtrier est troublante et néfaste.
En 1981, The Evil Dead de Sam Raimi exploite le plan subjectif pour représenter l'invisible, le démoniaque, le démon du film étant invisible et pouvant aller partout dans l'air, la caméra subjective donne à ses parcours dans la forêt un côté très anxiogène et haletant, ambiance renforcée par les gros plans et les mouvements de caméra absurde lorsqu'on la quitte.
En 1991, « Le Silence des agneaux, de Jonathan Demme, évite le piège d’une identification non contrôlée. Il est le modèle de construction d’un plan subjectif, qui sait éviter au spectateur toute tentation à s’identifier au monstre. » Quand le personnage de Clarice, incarnée par Jodie Foster, est plongé dans l’obscurité du sous-sol de la maison du psychopathe assassin, apparaissent des plans aux couleurs verdâtres qui sont autant de plans subjectifs : le monstre la suit, muni de lunettes à infrarouge, jouissant de la panique de la jeune femme dont la respiration devient haletante, attendant encore quelques instants avant de vouloir la tuer. Ces plans sont une véritable torture pour le public, tourmenté par un suspense qui lui fait pressentir pour Clarice une horrible mort imminente. Mais le scénario a permis aux spectateurs de s’identifier, non pas à l’assassin, mais à Clarice, et les plans subjectifs ne font qu’attiser leur crainte pour leur héroïne.
En 2006, Le Scaphandre et le papillon, de Julian Schnabel, fonctionne sur des plans subjectifs pendant quasiment toute la durée du film. Nous sommes ainsi immergés dans le corps immobilisé de Jean-Dominique, interprété par Mathieu Amalric. Les plans subjectifs forcent le spectateur à ne plus voir le monde qu'à partir de l'œil du malade. Le spectateur devient paralysé comme l'est le malade souffrant du locked-in syndrome.